# Jesa
Jesa (제사) är en traditionell rit som genomförs på nyårsdagen Seolnal (설날) i Korea. 
Man förbereder noggrant och ställer fram mat och ber sina förfäder att vaka över familjen. Maten består ofta av förfädernas favoritmat men också vanliga rätter som kött, nudlar och koreanska pannkakor. Mitt på bordet ställer man fram ett fotografi av förfäderna eller en liten träskylt som kallas Sinui (신위). Efteråt genomför hela familjen en stor bugning tillsammans mot bordet som kallas Keunjeol (큰절). När ceremonin är färdig samlas familjen för att äta Ddeokguk (떡국), en sorts soppa. 